# Bukspottkörtelinflammation
Bukspottkörtelinflammation (pankreatit) är en inflammation i bukspottkörteln, pankreas. Sjukdomen delas upp i två olika former, akut pankreatit samt kronisk pankreatit. Båda formerna är ofta, men inte alltid, utlösta av alkoholkonsumtion: den akuta formen genom att vid ett tillfälle dricka för mycket och den kroniska formen av att dricka alkohol ofta.
Incidensen är ca 1 per 2000, och dödligheten kring 2 %.

## Klassifikation
- Akut pankreatit
- Kronisk pankreatit

## Orsaker
Det finns många olika orsaker till pankreatit, gemensamt är att det har skett en obstruktion av flödet av digestionsenzym ut till tarmen. Dessa enzym befinner sig normalt i en inaktiv form som kallas proenzym. Av en eller annan orsak kan digestionsenzymet trypsin aktiveras, vilket inducerar en kaskad av händelser där flera andra typer av enzym blir aktiva.
De två dominerande orsakerna är alkohol och gallsten.
Mindre vanliga orsaker är: idiopatisk pankreatit (ca 10 % av fallen), hypertriglyceridemi, påssjuka, trauma, ERCP, hyperkalcemi eller läkemedel (bland annat NSAID, steroider och diuretika). Även medfödd missbildning av pancreas, pancreas divisum, förekommer.

## Symptom
Symtomen på inflammation i bukspottkörteln skiljer sig åt beroende på hur akut tillstånd det är. Vid den kroniska formen har personen ofta buksmärta, malabsorption och diabetes. Buksmärtan är vanligen belägen i den övre regionen men kan stråla ut därifrån till rygg, upp mot axlarna och ner mot nedre delen av buken. Smärtgraden varierar vid den kroniska formen.
Det finns två varianter av akut bukspottkörtelinflammation varav en är allvarlig och den andra mer övergående. Den allvarliga formen av akut bukspottkörtelinflammation kännetecknas av ett mycket hastigt insjuknande med buksmärta som ovan, en smärta som förvärras av att röra sig. Det är inte smärtgraden som skiljer den allvarliga formen från den mindre allvarliga. Andra symtom är kräkningar, illamående och aptitlöshet.
Symptomen från pankreatit som är systemiska, som kräkningar, illamående, aptitlöshet, kan kopplas till att de cytokiner och giftiga enzymer som frisätts vid bukspottkörtelinflammationen ger en inflammatorisk respons på systemnivå (med andra ord i hela kroppen). Detta kan i sin tur leda till leukocytos, hemolys, ARDS, diffus fettnekros, perifer vaskulär kollaps, samt chock med samtidig akut tubulär nekros i njurarna. 

## Diagnostik
För att ställa diagnosen skall 2 av följande 3 kriterier vara uppfyllda: 
1. buksmärta förenlig med akut pankreatit
2. Amylas i serum minst 3 ggr referensvärdet
3. DT förenlig med pankreatit